# Simon Seidl (Fußballspieler)
Simon Seidl (* 4. September 2002) ist ein österreichischer Fußballspieler.

## Karriere

### Verein
Seidl begann seine Karriere beim SV Kuchl. Zur Saison 2016/17 wechselte er zum SV Grödig. Zur Saison 2018/19 kehrte er nach Kuchl zurück, wo er künftig für die Reserve spielte. Im September 2018 debütierte er für die erste Mannschaft in der Salzburger Liga. Mit Kuchl stieg er am Ende der Saison 2018/19 in die neu geschaffene Regionalliga Salzburg auf. In dieser kam er in den folgenden drei Jahren zu 44 Einsätzen, in denen er sechs Tore erzielte.
Zur Saison 2022/23 wechselte Seidl zum Zweitligisten FC Blau-Weiß Linz, bei dem er einen bis Juni 2024 laufenden Vertrag erhielt. Sein Debüt in der 2. Liga gab er im Juli 2022, als er am zweiten Spieltag jener Saison gegen die Young Violets Austria Wien in der Startelf stand. In jener Partie, die die Linzer mit 4:2 gewannen, erzielte Seidl mit dem Treffer zum zwischenzeitlichen 1:0 auch direkt sein erstes Tor im Profibereich.

### Nationalmannschaft
Im November 2023 gab Seidl gegen Frankreich sein Debüt für die österreichische U-21-Auswahl.

## Persönliches
Sein Bruder Matthias (* 2001) ist ebenfalls Fußballspieler.